# Ea Kiết
Ea Kiết là một xã thuộc tỉnh Đắk Lắk, Việt Nam.
Xã Ea Kiết có diện tích 88,48 km², dân số năm 2006 là 6594 người, mật độ dân số đạt 75 người/km².